# 是，大臣
《是，大臣》（英語：Yes Minister）是英国广播公司第二台（BBC2）於1980年代播出的英國電視處境喜劇。這套劇集走英式幽默的路線，由安东尼·杰伊和乔纳森·林恩創作，于1980－1984年，在BBC上播出三季，每季7集。续集《是，首相》（英語：Yes, Prime Minister），两季，每季8集，于1986－1988年播出。上下两部之外，还另有一部圣诞特别篇。总共有38集。除圣诞特别篇为60分钟外，其余37集为30分钟，其中几集曾被英国广播公司电台改编成广播剧。這套劇集以嘲諷當時英國政壇各種現象為主題，是當時很受歡迎的電視劇集。此系列也曾在2010年衍生出一部舞台剧；2013年，英国黄金台播出了新一季的《是，首相》。
这部剧无论在观众口碑还是在评论家评论方面都收获巨大的成功。该剧在英国电影和电视艺术学院英国学术电视奖中斩获五个獎項、三个提名。2004年，该系列英国最佳情景喜剧投票中名列第六。这部电视剧同时是英国前首相撒切尔夫人最喜欢的一部电视剧，曾为该剧撰写过短剧剧本，并亲自客串与演员在颁奖时演出。

## 剧情
某次英国大选中，议员吉姆·哈克所属的在野党成功击败原执政党入驻英国政府，而哈克也被首相任命为行政事务大臣，与行政事务部常务次官汉弗莱·阿普比爵士和行政事务大臣首席私人秘书伯纳德·伍利（德里克·福德斯饰）共事。剧中从未揭示过哈克所属政党的名称——从党徽来看显然既不是工党也不是保守党。该政党的官方色为白色。
哈克政党的简政放权、开源节流的政策与汉弗莱所代表的文官集团利益有本质冲突——文官各部门都以雇员数量多和经费数额大为豪。汉弗莱爵士阳奉阴违，表面上对哈克毕恭毕敬，暗地里长袖善舞，通过复杂官僚程序拖延哈克的改革措施。伯纳德虽暗中同情哈克，但考虑到在提拔推荐等人事事务上受汉弗莱爵士管理，因此他的立场常游走在二人之间。
许多剧集中，汉弗莱爵士表面支持哈克提出的议案，暗地里下套使诈阻挠哈克。其他时候则是汉弗莱爵士想方设法令哈克接受自己的提议。当然有时双方也会联手应对共同的危机——比如阻止他们的部门被裁撤，以及化解外交事故等。
本剧围绕着英国政府的幕僚工作而展开，大部分场景都设在私人办公室与俱乐部等非公开地点。编剧林恩说：“没有任何一个场景是设在下议院的——真正的政治从不是在下议院发生的。下议院里有的只是些政治边角料和演技。真正的政治都是私下里就决定好了的。所谓‘台上一分钟，台下十年功’，议会和民众能看到的东西都是政府想让他们看到的东西。”不过也有例外，例如第二季第1集中，《昨日议会》（Yesterday in Parliament）广播电台播送了一段哈克在下议院演讲的录音；第一季第5集中有一幕是设在外交大臣的下议院办公厅的；第二季第7集有一幕则是在委员会办公室。
本剧主要发生在行政事务部。第三季第3集中，伍利提到行政事务部是在1964年与经济部（也是本剧行政事务部的主要原型之一）一同成立的。第一季第1集中，行政事务部被叫做“政治墓地”，而哈克被任命为该部门大臣一事很可能是他在党内选举中与新首相竞争失败遭到的报复。设定中，行政事务部负责监督其他政府部门的运作，因此为讨论如外交政策、教育、环境保护、医疗、军事、对欧政策以及国防等各种政治话题提供了剧情上的便利。第二季第3集还提到行政事务部负责管理英国政府的监视系统。随着剧情的推进，还有其他事务也在部门重组中改由行政事务部负责，如艺术展览（其实是为了阻碍哈克试图通过关停他所属选区的一座艺术展览馆来挽救一支濒临破产的足球俱乐部）。在第三季第5集中，因哈克被任命为“最高运输官”，行政事务部还开始负责一项所谓“集成运输战略”的执行。
在《是，大臣》圣诞特辑中，汉弗莱晋升为内阁秘书，哈克升任英国首相，伯纳德则成为首相首席私人秘书。其后在《是，首相》中，故事转移至首相府唐宁街10号展开。
本剧几乎每集都是以汉弗莱爵士说，“是，大臣／首相”结尾。汉弗莱爵士在这句台词中回味他的胜利，或偶尔承认他的失败。

## 角色

### 吉姆·哈克

行政事务部大臣办公室中的三位主角。左起：汉弗莱·阿普比爵士、伯纳德·伍利、和吉姆·哈克

吉姆·哈克（英語：Jim Hacker）议员阁下（保罗·爱丁顿饰）在踏入政坛前曾是《改革报》的主编。在他的政党赢得英国大选前，他以反对党议员的身份在议会上工作了很长时间，包括在影子内阁中担任农业部大臣。在《是，大臣》中，他以行政事务部大臣（一个虚构的英国政府机构和职位）的身份于内阁供职；而在《是，首相》中，他升任英国首相。哈克以三等生的成绩毕业于伦敦政治经济学院，他也因此常被以一等生身份毕业于牛津大学贝利学院（Baillie College，影射真实存在的贝利奥尔学院）的汉弗莱爵士取笑。他的早期角色形象是个意气风发但天真无知的政客，时常想大刀阔斧地对他部门进行改革。然而不出几日，他就意识到文官集团都想方设法地阻碍他实施自己提出的变革。随着他逐渐摸清政坛套路，他也变得越来越圆滑自利，有时也会使出文官们才用的那些狡猾手段。虽然刚开始时汉弗莱爵士总是在对峙中站上风，哈克后来也偶尔能抓住机会压汉弗莱一头。
哈克在《是，大臣》中总是被刻画成一个能力平平、没有主见但又总想出风头的大草包。他总是做出令自己出洋相的大蠢事，沦为媒体和首席党鞭嘲笑和批评的对象。不过他有时也展现出自己有政治天赋的一面，且逐渐也能摸透汉弗莱爵士的真正目的。在《是，首相》中，哈克的形象变得更像是一位国家元首，常常演练进行宏大演说，梦想实现自己的“伟大蓝图”，还试图打磨自己的外交手腕。不过大部分这些行为都让他陷入更深的困境。在一次《广播时报》的采访中，保罗·爱丁顿说：“他已经逐渐习惯成为一个有权有势的人，他想让那些以为能随意摆布他的人感到无所适从。”

### 汉弗莱·阿普比爵士
汉弗莱·阿普比爵士（奈杰尔·霍桑饰）是行政事务部的一名文官。本剧中，他在吉姆·哈克麾下任常务次官。后来他在哈克所属政党的一次领导人危机中升任内阁秘书，并在哈克升任首相一事中起到关键作用。汉弗莱爵士致力于维持国家现状，用各种手段阻挠哈克实施改革措施来威胁文官集团的既得利益。汉弗莱爵士滔滔不绝，口若悬河，不仅精通英语，对拉丁语和希腊语语法也有所涉猎。他的拿手好戏便是用复杂且冗长的专业术语和八股文句式把其他人搞得晕头转向、神乎其神，再潜移默化地操纵他们，让他们掉进自己的圈套。他还常常想方设法把自己的亲信安插进一些明面上“中立”的委员会里，或是通过设立部门间委员会来把哈克的种种提案埋葬在复杂的官僚程序中。
虽然汉弗莱爵士一直表现为一个自命不凡、老谋深算的政客，他偶尔也会失算、栽进别人挖的坑里。不过他的文官同僚们常常在这种时候向他伸出援手。
斯蒂芬·弗莱在《Britain's Best Sitcom》中评论道：“汉弗莱爵士对语言的高超掌控力令人赏心悦目……让人看这部剧时会对他的表演翘首以盼……你会情不自觉地想：‘他到底什么时候会开始说他的长篇大论？他到底有没有偷看提词板？……不，他是真的全背下来了，实在是太妙了。’”德里克·福德斯曾安慰失意的爱丁顿说，之所以霍桑四度赢得英国电影学院最佳喜剧表演奖，而爱丁顿则每次则都只是被提名而已，正是因为他对他那些长难台词的完美演绎。在一次《广播时报》为推广第二季《是，首相》的的采访中，制作人雪梨·洛特比提到他在排练过程中经常需要为爱丁顿和霍桑留出额外的时间来练习他们对话中那些不可避免的长难句。

### 伯纳德·伍利
伯纳德·伍利（德里克·福德斯饰）在剧中担任吉姆·哈克大臣的首席私人秘书。虽然理论上他应该直接听命于哈克，但负责他绩效考核与官职调度的则是汉弗莱爵士。置身两者间的他总会难以兼顾哈克与汉弗莱的利益。不过他多数时候都能处理好这些矛盾局面，从中全身而退。汉弗莱爵士评价他“雄心勃勃”，而不像其他人“雄心不足，只是偶尔亢奋”。
伯纳德总会在哈克与汉弗莱爵士拌嘴时卖弄学问般地指出他们的各种比喻中的逻辑不严谨之处。有时他会故作幼稚地发出怪声、手舞足蹈地演示他们比喻中的谬误。在哈克提出一些新的看似合理且民主的政策时，伯纳德总会先支持哈克，但在汉弗莱爵士指出其中那些对既有现状和文官队伍不利的潜在威胁后又转换态度。汉弗莱爵士常常用“野蛮不堪”、“万劫不复的起点”等字眼评价哈克的政策来吓唬伯纳德。但当汉弗莱爵士不敌哈克时，伯纳德也会沾沾自喜，暗中讥笑他的失败。后来在哈克升任首相一事中，汉弗莱爵士推荐哈克邀请伯纳德一起入驻唐宁街，担任首相首席私人秘书，这也让三人组的故事得以在首相办公室继续展开。
在2004年的一次回顾节目中，阿曼多·伊安努奇指出本剧中伯纳德的编排对福德斯的演技有很高要求：他“要在其他角色胡言乱语时一言不发但又表现出十分投入的样子”，还“要在一堆胡话中说出最好笑的那一句台词”。伊安努奇还说，伯纳德在哈克和汉弗莱之间是支撑起剧情结构的重要角色，因为两人都会向他吐露心声，“也让我们能知道他们接下来又要打什么鬼主意”。
在《〈是，首相〉全集》（英語：The Complete Yes Prime Minister）一书（书中设定在2024年哈克去世后才出版，但实际上是BBC在1989年出版的）的编者脚注中，作者透露了伯纳德确实最终晋升为文官负责人。

### 其他主要配角
- 弗兰克·维瑟（英語：Frank Weisel，尼尔·菲茨威廉（英语：Neil Fitzwiliam） 饰)，经常被故意念错成“猥琐”先生（英語：weasel，也就是黄鼬），是第一季中哈克的政治顾问，对哈克的政治理想矢志不渝。汉弗莱爵士从始至终都毫不掩饰对他的鄙视，而越来越圆滑的哈克后来也渐渐感到不胜其烦。在第一季最终集中，哈克为维瑟安排了一趟针对各类半官方机构的超长期环球调查任务，以确保自己为挽回颜面而任命的几名半官方机构人选不受阻碍，同时避免维瑟发布他揭露半官方机构腐败的白皮书。此后维瑟没有再出现过。
- 多萝西·温莱特（黛博拉·诺顿（英语：Deborah Norton） 饰），首相的特别顾问。比起维瑟经常空谈理想，还常被汉弗莱爵士的圈套套住，多萝西每次都能识破汉弗莱的诡计、及时准确地提醒哈克规避陷阱。汉弗莱也因此将她视为对自己的对手。不过汉弗莱在多萝西面前依然放不下他的大架子，喜欢用“亲爱的女士”这种字眼来称呼她，而不是直呼其名。
- 比尔·皮卡德，哈克的媒体顾问。

与此同时，汉弗莱爵士的文官同事们也经常出镜：
- 阿诺德·罗宾逊爵士（约翰·内特尔顿（英语：John Nettleton） 饰），在《是，大臣》中担任内阁秘书，而后在《是，首相》中退休，担任信息自由运动的领导人。阿诺德爵士城府极深、深藏不露，是真正的心理操纵大师，就连汉弗莱爵士也常来向他取经（哪怕后来他已从白厅退休）。阿诺德在剧中是类似于汉弗莱的导师的形象，他们两人社会地位相近、政治见解吻合，且都相信文官队伍才是英国政府的真正主人。和汉弗莱一样，他常打着牛津大学贝利奥利学院的领结。
- 弗雷德里克·史都华爵士（约翰·萨维顿（英语：John Savident） 饰），外交、联邦和发展事务部常务秘书，身形硕大，外号“巨人”（Jumbo）。汉弗莱爵士的好友，但仅出镜于第一季。
- 伊恩·惠彻奇爵士，卫生和社会保障事务部常务秘书。
- 理查德·沃顿爵士，新任外交、联邦和发展事务部常务秘书。
- 弗朗克·戈登爵士，财政部常务秘书，在本剧与《是，首相》中皆有出镜。
- 戴斯蒙德·格莱兹布鲁克爵士，汉弗莱爵士的旧友，巴雷特银行董事会成员（后为董事长）。

哈克的家人：
- 妻子安妮·哈克。
- 女儿露西，仅于第一季第6集作为环保主义者出镜，但常在角色对话中被提及。
- 在1984圣诞特辑中，哈克提到他和安妮有不止一名子女，但后续没有对此进一步展开。

## 发行情况

### 电视播出
香港TVB明珠台也曾經轉播這套劇集，當時中文名叫《首相你想點》。中国大陆在中国中央电视台以《是，大臣》之名播出7集后，因译制导演——上海电影译制厂原厂长陈叙一去世，翻译者后继无人，不得不停止。直至2021年才从视频网站引进，2024年在优酷和哔哩哔哩播出，臺灣引進BBC娛樂台播出譯為《部長大人》。

### 衍生书籍
此劇集亦有相關衍生書籍出版——劇本輯錄成書，由BBC Books以日記體形式出版。至於哈克沒出場的部分則以公務員之間的私人備忘錄、「訪問」及其他角色的信件填補。
《首相你想點》的三部小說分別於1981年、1982年、1983年出版，後來結集成硬封面修訂本。
1986年由新华出版社出版了刘庸安和杨百揆翻译的《新官场现形记》。北京经济学院（今首都经贸大学）教师程虹也翻译了《Yes, Minister》的中译本《遵命大臣：内阁大臣海克尔日记》，1987年时，她的丈夫李克强骑着自行车到北京文联出版社，询问是否能够出版妻子程虹翻译的译本，这时才发现已经有人翻译过了，李克强不认同先前翻译的书名；到了1991年，程虹的译本才由春风文艺出版社出版。
1992年，学林出版社出版了该书的完整简体中文译本——《是，大臣——一位内阁大臣的日记》（陈体芳等译）及《是，首相——詹姆斯·哈克阁下的日记》（杨立义、娄炳坤译）。繁體中譯本《好的，首相》由張南峰翻譯，香港中文大學出版社於1993年出版。

## 外部連結
- 在BBC Programmes了解《是，大臣》（英文）

- Yes Minister at the BBC 7—Comedy
- 互联网电影数据库（IMDb）上《Yes, Minister》的资料（英文）
- 英国喜剧向导网站上的《是，大臣》（英文）

- Yes, Prime Minister （页面存档备份，存于）
- 互联网电影数据库（IMDb）上《Yes, Prime Minister》的资料（英文）
- 英国喜剧向导网站上的《Yes, Prime Minister》（英文）

- 《Yes Minister/Yes, Prime Minister》 ，BFI的Screenonline
- Yes Minister/Yes, Prime Minister fan page

- Jonathan Lynn interview talking about Yes Minister at Den of Geek （页面存档备份，存于）
- The ten funniest ever Yes Minister moments （页面存档备份，存于） at the Daily Telegraph online site